# Luegibodenblock

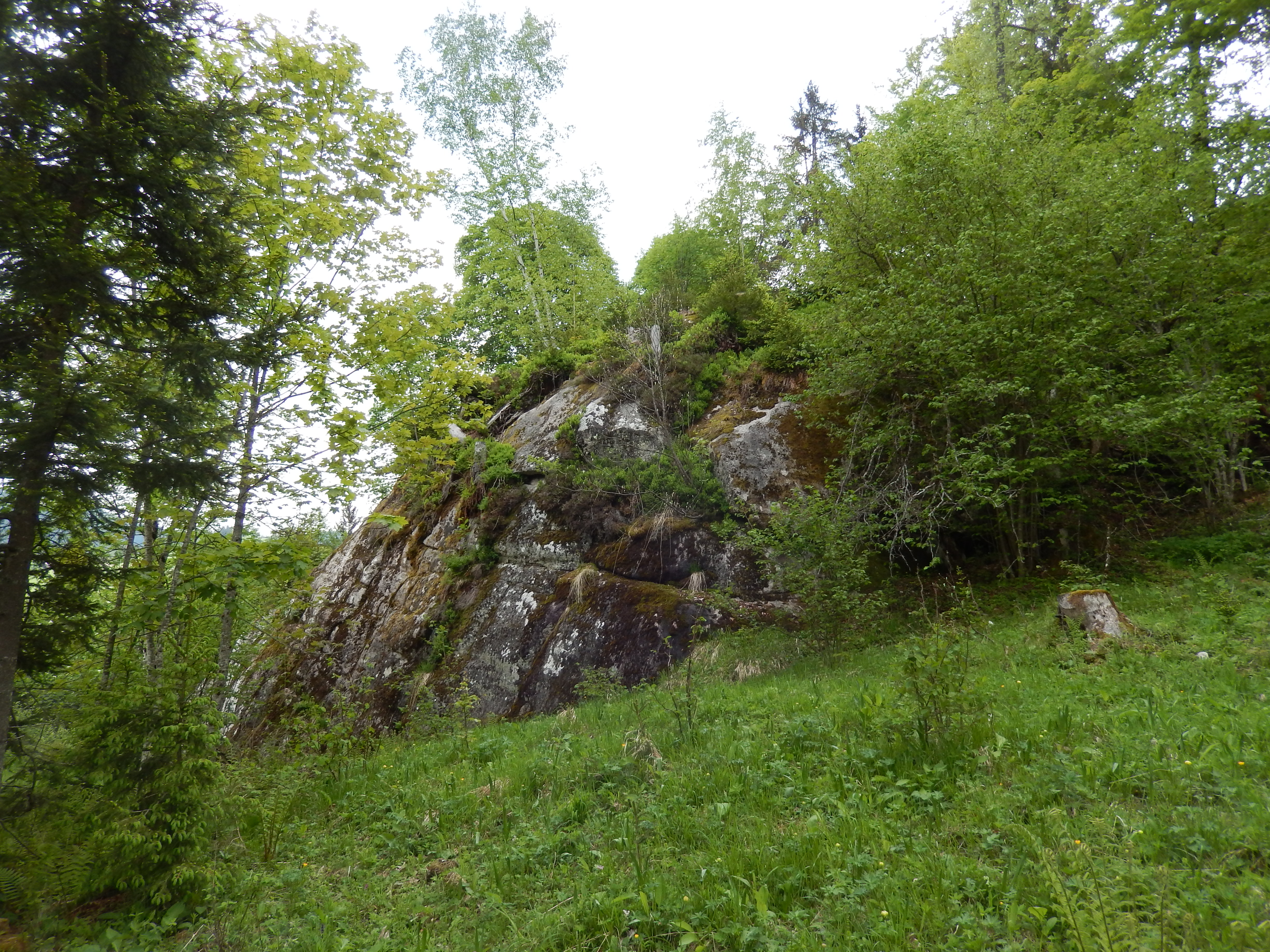
Luegibodenblock von Südwesten

Der Luegibodenblock bei Habkern im Berner Oberland ist ein grosser Felsblock aus Granit, der mit seiner petrographischen Zusammensetzung im Alpenraum einzigartig ist. Der auch auf der Landeskarte eingetragene Stein ist als Geotop ausgewiesen und wurde 1868 als erstes Naturdenkmal im Kanton Bern geschützt, womit er am Anfang der schweizerischen Natur- und Landschaftsschutzbewegung steht. Seine nähere Umgebung im Umfang von vier Hektar bildet ein kantonales Naturschutzgebiet, das mit dem Felsblock im Bundesinventar der Landschaften und Naturdenkmäler von nationaler Bedeutung (BLN) und zudem als Objekt der IUCN-Schutzgebietskategorie IV sowohl im Bundesinventar der Hoch- und Übergangsmoore von nationaler Bedeutung als auch im Bundesinventar der Flachmoore von nationaler Bedeutung verzeichnet ist.
Bevor der geologische Zusammenhang seiner Entstehung geklärt werden konnte, galt der Luegibodenblock wegen seines vom anstehenden Felsgestein abweichenden Materials lange als der vermeintlich grösste Findling der Schweiz, der also im Eiszeitalter durch einen Gletscher an seinen Standort gebracht worden wäre. Die Bemühungen um seine Erhaltung beruhten auf der damals aktuellen internationalen Diskussion um die Eiszeittheorie.

## Geologie
Der Stein liegt einen Kilometer südöstlich des Dorfes Habkern auf einem kleinen Plateau, das Luegibode genannt wird, auf der Höhe von 1100 m am Südhang des Lombachtals unter der Roteflue. Unmittelbar neben dem Felsblock verläuft die Gemeindegrenze zwischen Habkern und Unterseen. Der Abhang erhebt sich rund um die kleine Hangterrasse steil vom 150 Meter tieferen Lombachgraben gegen Süden zum Hardergrat hinauf. Der Luegiwald bedeckt den Hang in der Umgebung des Luegibodens, auf dem sich ein Torfmoor entwickelt hat. Der über dem Boden sichtbare Teil des Felsblocks aus dem so genannten Habkerngranit ist 14 Meter hoch, 31 Meter lang und 28 Meter breit. Sein Volumen wird auf rund 13'000 Kubikmeter geschätzt, wovon mehr als die Hälfte unter der Erdoberfläche im Moorboden und im Moränenschutt liegt.
Der Fels liegt auf dem Untergrund aus Habkernflysch, der einen Teil des Gebirges der Berner Voralpen bildet. Die Flyschzone entstand während der Auffaltung der Alpen aus alten Ablagerungen in einem ehemaligen Tiefseegraben. Die Gesteinsmasse des Habkerngranits stammte aus einem älteren Gebirge, rutschte zusammen mit Sedimenten in die Tiefe und versank im umgebenden Schlamm, aus dem sich später der  so genannte Wildflysch bildete. Das Gestein gelangte bei der Alpenbildung in die Höhe und wurde durch die Erosion des Lombachtals wieder freigelegt. Im Quartär lagerten sich Randschotter und Moränen der Alpengletscher und Hangschutt der Brienzer-Rothorn-Kette, die aus Schichten von Sandstein und Kalkstein aufgebaut ist, im Tal und am Berghang rund um den Luegibodenblock ab ohne ihn ganz zuzudecken.

Fotografie 1949 (ETH-Bibliothek)

## Geschichte
Früher gab es viele dieser Blöcke, die verstreut in ganz Habkern vorkamen. Weil der Granit, mit seinem ungewöhnlichen gelbrötlichen Farbton und seiner feinen und harten Struktur als Zierstein sehr beliebt war, etwa auch für Hausfassaden, wurden die meisten dieser Felsblöcke abgebaut. Ein Grabstein aus Habkerngranit war im Berner Oberland lange ein Statussymbol.
1841 kaufte Jakob Zimmermann den Luegibodenblock der Bäuert (Burgergemeinde) Schwendi für 400 Franken ab, um ihn zu zerlegen. Er wollte den Granit der Stadt Bern verkaufen, welche die Brückenbögen, Brüstungen und Simse der Nydeggbrücke damit verzieren wollte. Die Berner Baudirektion verzichtete schliesslich aber wegen der Färbung des Granits auf den Kauf. Zimmermann verkaufte den Luegibodenblock an fünf Lokalpolitiker weiter, die ihn ebenfalls ausbeuten wollten, aber sich mit den Landeigentümern nicht über die Wegführung der dafür notwendigen Strasse einigen konnten. Nur ein kleines Stück des Blocks wurde abgesprengt und zum Sockel eines Denkmals in Neuenburg verarbeitet. Lange glaubte man zudem, eine Habkerngranitplatte, die die Schweiz 1852 den Vereinigten Staaten zur Konstruktion des Washington Monument schenkte, stamme vom Luegibodenblock. Tatsächlich war sie aber einem anderen Stein im Lombachtal entnommen worden.
1867 publizierte der Genfer Geologe Alphonse Favre im Namen der Schweizerische Naturforschenden Gesellschaft, die sich damals mit der Eiszeittheorie befasste, einen Aufruf zum Schutz der Findlinge als Zeugen der ehemaligen Vergletscherung des Schweizer Mittellands. Nach einer Initiative von Bernhard Studer beschloss der Kanton Bern 1868, die Findlinge in den Staatswaldungen zu schützen. Noch im gleichen Jahr konnten der Berner Geschäftsmann und Politiker Friedrich Bürki und die Geologen Isidor Bachmann und Edmund von Fellenberg zusammen mit der Berner Naturforschenden Gesellschaft den Luegibodenblock dem Besitzer abkaufen. Sie schenkten ihn dem Naturhistorischen Museum Bern, dem er seit 1869 mit einem amtlichen Wert von 980 Franken gehört. Seit 1868 steht der Luegibodenblock als erster Stein in der Schweiz unter staatlichem Schutz. An diese Rettungsaktion, die als Geburtsstunde des Berner Naturschutzes gilt, erinnern eine Inschrift und eine Tafel am Stein und Fotografien, die damals aufgenommen wurden und sich im ETH-Archiv befinden.
In einem 1870 publizierten Artikel über die Findlinge des Kantons Bern machte Isidor Bachmann bereits auf die Unterscheidung der «rothen Granite von Habkern», die als exotische Gesteine anzusehen seien, von den «eigentlichen Fündlingen oder erratischen Blöcken» aufmerksam.

## Vegetation
Auf der unregelmässigen, zerklüfteten Oberfläche des Luegibodenblocks wachsen Moose, Flechten, Gräser, Heidelbeeren und Gehölze wie die Vogelbeere und kleine Bäume.
Das Hoch- und das Flachmoor auf dem Luegiboden weisen eine artenreiche Vegetation auf. Zu den seltenen Pflanzenarten im Schutzgebiet gehören der Rundblättrige Sonnentau, das Scheidige Wollgras und Orchideen. Am Berghang rund um die Moorlichtung dehnen sich Zahnwurz-Buchenwald und Ahorn-Eschenwald aus.

## Schutzziel
Für das Naturschutzgebiet gelten gemäss den verschiedenen Schutzkategorien mehrere Schutzziele. Das BLN fasst den Zweck so zusammen:
- Den Luegibodenblock in seiner Grösse und Substanz sowie mit seinem charakteristischen Bewuchs erhalten.
- Den Moorkomplex in seiner Qualität, ökologischen Funktion sowie mit den charakteristischen Pflanzen- und Tierarten erhalten.
- Die Wälder in ihrer Qualität erhalten.
- Das Wald-Offenlandmosaik erhalten.
- Den strukturreichen und störungsarmen Lebensraum, insbesondere für das Haselhuhn, erhalten.
- Die landschaftliche Einbettung des Luegibodenblocks und der Moore erhalten.